# هيئة الوثائق والمحفوظات الوطنية

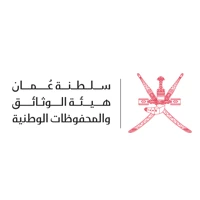
شعار الهيئة

هيئة الوثائق والمحفوظات الوطنية؛ تُعنى بحفظ التاريخ العماني وكل ما يتعلق به، وتهتم بتطوير مجال الوثائق والمحفوظات.

## أهدافها
تهدف الهيئة لإعداد كوادر من المختصين من خلال تنفيذ برنامج متكامل للتأهيل العلمي، كما تساهم في بناء نظام لإدارة الوثائق في مختلف الجهات والقطاعات الخاضعة لقانون الوثائق والمحفوظات إضافة لتقديم الدعم الفني لها في مجال البريد. كما انها المسؤولة عن جمع الوثائق المتعلقة بالدولة من دور الوثائق والأرشيفات الدولية. ولها دور بارز في العمل على تيسير البحوث العلمية ونشرها.